# Sabir al-Fata
Sabir al-Fata (arabisch صابر الفتى, DMG Ṣābir al-fatā, auch als Damin al-hadim bekannt) war einer der slawischen Saqaliba im fatimidischen Reich des 10. Jahrhunderts.
Er war als Sklave zunächst an Ibn Qurhub, den fatimidischen Gouverneur von Sizilien, verkauft worden, hatte den Islam angenommen und war freigelassen worden. Im nordafrikanischen Fatimiden-Reich stieg er dann zum Kämmerer bzw. Stadtpräfekten (Amil) von Kairouan (Ifrīqiya) auf und wurde schließlich Admiral.
Zwischen den Jahren 927 und 930 unternahm Sabir von Sizilien aus Angriffe und Beutezüge nach Apulien, Kalabrien und Kampanien in Unteritalien, sogar bis an die Adria. Er eroberte und plünderte Grottole, Tarent und Otranto. Die danach belagerten Städte Neapel und Salerno erkauften seinen Abzug mit kostbaren Textilien. Schließlich schlug Sabir in der Adria eine byzantinische Flotte und plünderte Termoli. Mit 12.000 bis 18.000 Gefangenen kehrte er über Sizilien nach Ifrīqiya (Tunesien) zurück.